# Otaci Barroso
José Ottaci Barroso do Nascimento (Eirunepé, 18 de agosto de 1977), é um  empresário e político brasileiro do estado de Roraima, atualmente sem partido. Nas eleições de 2018, foi eleito deputado federal.
Nas eleições de 2020, concorreu na Eleição municipal de Boa Vista em 2020, como candidato a prefeito de Boa Vista, onde foi derrotado em segundo turno por Arthur Henrique (MDB).